# 烏宰拉區
36°15′N 2°51′E / 36.250°N 2.850°E

烏宰拉區（阿拉伯语：‎），是阿爾及利亞的行政區，位於該國北部，由麥迪亞省負責管轄，首府設於烏宰拉，面積337平方公里，2008年人口48,138，人口密度每平方公里143人。